# 黑俊英
黑俊英（1942年11月—），女，回族，山东临清人，中华人民共和国政治人物，曾任宁夏回族自治区高级人民法院院长，二级大法官。